# ジェンク・エズカジャル
- ジェンク・オズカジャル

ジェンク・エズカジャル（Cenk Özkacar, 2000年10月6日 - ）は、トルコ・イズミル県イズミル出身のサッカー選手。ブンデスリーガ・1.FCケルン所属。ポジションはディフェンダー。

## クラブ経歴
ブジャスポルなどのユースを経て、2014年にアルタイSKのユースに入団。2018年にプロ契約を結んだ後、2018-19シーズンは3部リーグのカラシャベイ・ベレディエスポルにローン移籍でプレーし、2019-20シーズンに正式にトップチームデビュートップなり、12試合に出場。
2020年8月18日、オリンピック・リヨンと5年契約を締結。しかし、加入1年目の2020-21シーズンはトップチーム出場無しに終わり、2021年7月7日にOHルーヴェンへの1年間のローン移籍が発表。ローン先で32試合に先発出場するなど、自己最高のシーズンを送った。
2022年8月24日、2022-23シーズンはバレンシアCFでローン移籍でプレーすることが決定。買取オプションも付随する契約となっている。2023年6月9日、買取オプションが行使され2028年までの契約を結んだ。
2024年8月29日、レアル・バリャドリードに1シーズンローンで加入した。
2025年8月9日、ドイツの1.FCケルンに1シーズンローンで加入した。

## 代表経歴
2022年6月にトルコ代表に初招集。UEFAネーションズリーグのリトアニア戦で代表戦初出場を果たした。